# Se Acabó La Fiesta
Se Acabó la Fiesta (SALF) è un gruppo di elettori spagnolo guidato da Alvise Pérez, personaggio attivo nei social network ed ex-militante di Ciudadanos e di UPyD, così come ex-delegato internazionale dell'ala giovanile dei Liberal Democratici nel Regno Unito.
Sebbene si autodescriva come una forza politica liberale, anti-corruzione e anti-establishment, è considerato un gruppo populista di estrema destra, concorrente di Vox. Il gruppo di elettori ha preso parte alle elezioni del Parlamento Europeo del 2024 in Spagna, ottenendo poco più di 800000 voti e tre eurodeputati.

## Contesto

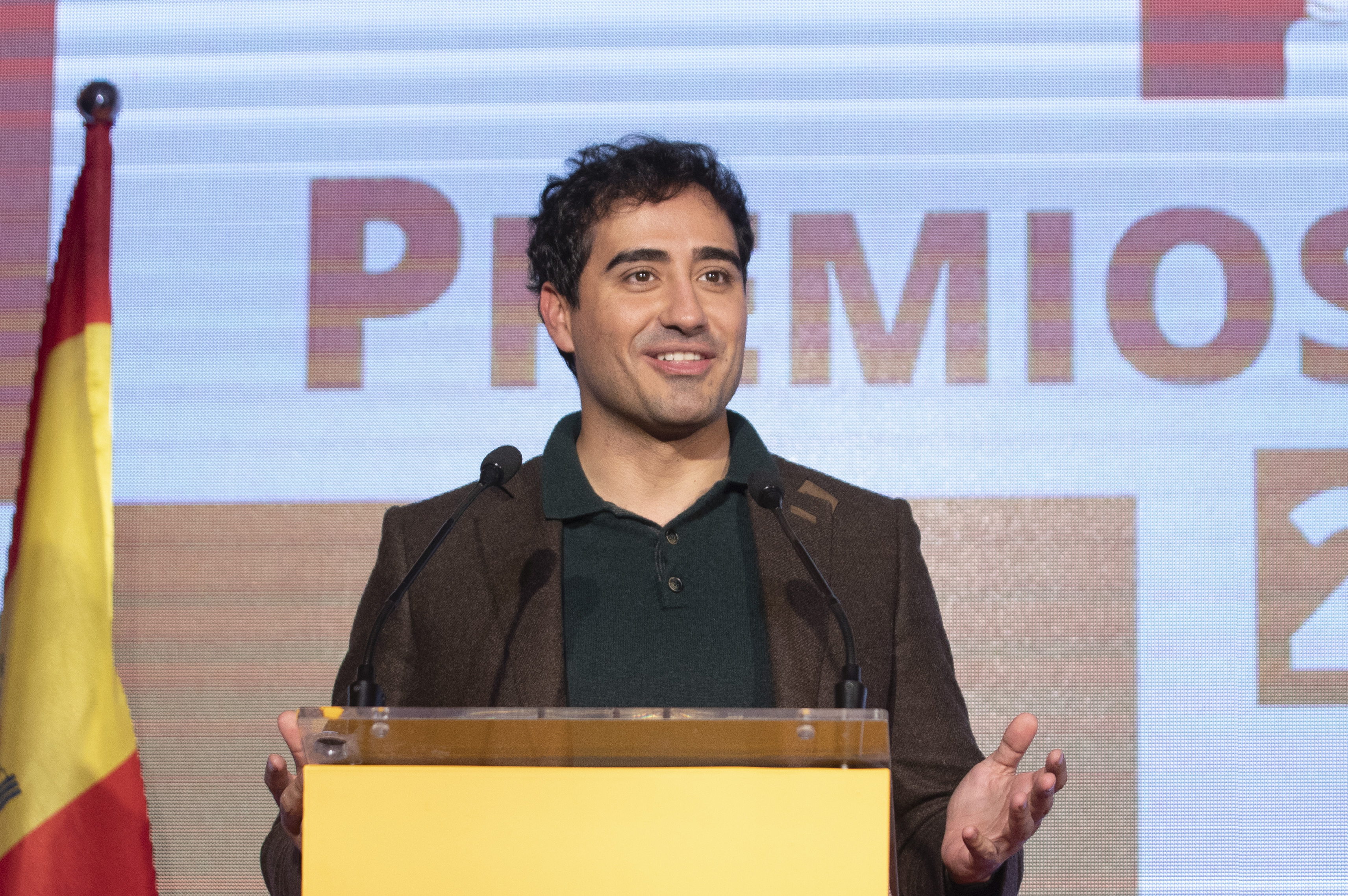
Alvise Pérez, nel 2021

Alvise Pérez, fondatore di SALF, è conosciuto per la sua attività sui social network, come Telegram, dove ha più di 550 000 iscritti e critica lo "Stato profondo". Pérez si autodescrive un "canale di notizie libero e indipendente" e si considera tra i suoi follower "un fermo difensore della verità e della lotta contro la corruzione politica". Pérez fa della denuncia e della lotta contro la corruzione in tutti i suoi aspetti (politica, giudiziaria, aziendale e mediatica) l'asse centrale dei suoi discorsi e delle sue azioni, e si vanta di "mettere in difficoltà" la classe politica e i mezzi di comunicazione, motivo per cui è stato considerato un fomentatore.
Nel 2019 Pérez è stato espulso dal partito Ciudadanos per delle dichiarazioni polemiche che aveva fatto su Twitter. Dalla pandemia di COVID-19, è diventata una figura distaccata dell'Alt-right in Spagna. È stato paragonato all'attuale presidente di El Salvador Nayib Bukele ed è stato chiamato "il Bukele spagnolo", così come successo anche con l'attuale presidente argentino Javier Milei. Durante il decennio del 2010, è stato membro di due partiti liberali in Spagna e in Regno Unito, aveva opinioni europeiste ed era più liberale che conservatore; da allora, alcuni analisti pensano che le sue opinioni siano cambiate e si siano avvicinate alla destra politica e sono state descritte da commentatori e giornalisti critici come di destra alternativa, antisistema e di estrema destra.
L'attività di Pérez nei social network è controversa e lui è stato criticato per aver diffuso disinformazione e notizie false su personalità della sinistra spagnola e per essere un populista di estrema destra. Inoltre, vari giornalisti e politici lo hanno querelato, come la giornalista Ana Pastor, il ministro di Trasporti Óscar Puente, l'ex ministro José Luis Ábalos e la figlia del presidente del Governo spagnolo Pedro Sánchez. Pérez si è difeso dichiarando di non poter essere ritenuto responsabile dei commenti realizzati da alcuni utenti tra i suoi molti follower nei social network, argomentando l'impossibilità di controllare totalmente tutto quello che migliaia di persone pubblicano liberamente.

## Storia
Il gruppo è stato fondato agli inizi del 2024 intorno alla figura di Alvise Pérez, con lo scopo di correre alle elezioni europee 2024 All'inizio Pérez ha cercato registrare la lista con il nome di «Alvise», ma poiché la legge spagnola proibisce di nominare un partito con il nome di un personaggio pubblico, lo ha chiamato SALF. Secondo la sua campagna mediatica, SALF ha raccolto 136 000 firme, nove volte le 15 000 richieste;  ciononostante ha anche denunciato nel suo canale Telegram un presupposto tentativo di boicottaggio da parte di alcuni funzionari delle poste che, secondo le sue accuse, hanno tenuto chiuse apposta varie scatole piene di firme per tentare di impedire che si presentasse in tempo per registrare la candidatura elettorale.
SALF ha realizzato la sua campagna tramite i social network trovando sostegno nella grande comunità che segue Pérez ed evitando di spendere soldi in comizi tradizionali. La campagna elettorale di Pérez includeva la promessa di un sorteggio mensile del suo stipendio da membro del Parlamento europeo e un possibile referendum sull'uscita della Spagna dall'Unione Europea.
Il gruppo ha ottenuto nelle elezioni europee 803.545 voti (4,58% dei voti, ottenendo un risultato migliore rispetto a quanto previsto nei sondaggi), il che ha permesso a SALF di collocarsi come la sesta forza politica più votata, davanti a Junts e a Podemos e molto vicino a Sumar e Ahora Repúblicas, ottenendo, come questi ultimi due, tre rappresentanti nel Parlamento Europeo.

### Dopo le elezioni europee
Il partito tedesco Alternativa per la Germania, isolato per il suo radicalismo dal resto dell'estrema destra europea, ha secondo alcuni media contattato SALF durante le trattative per la costituzione di Europa delle Nazioni Sovrane, gruppo politico che ha riunito partiti fino a quel momento non affiliati uniti dall'opposizione alla gestione dell'immigrazione, al Green deal, al progressismo sociale e all'aiuto militare all'Ucraina. Quest'ultimo punto ha infine determinato una rottura tra SALF e ESN: per questo gli eurodeputati del partito sono rimasti tra i Non iscritti.
Dopo la rottura a luglio del 2024 di Vox con il PP nelle Comunità Autonome in cui governavano in coalizione, Alvise Pérez ha affermato che non avrebbe corso a delle possibili elezioni per non svantaggiare il partito di Abascal. Giorni dopo, tuttavia, ha annunciato le sue dimissioni da europarlamentare e la sua intenzione di presentarsi alle elezioni politiche.

## Ideologia

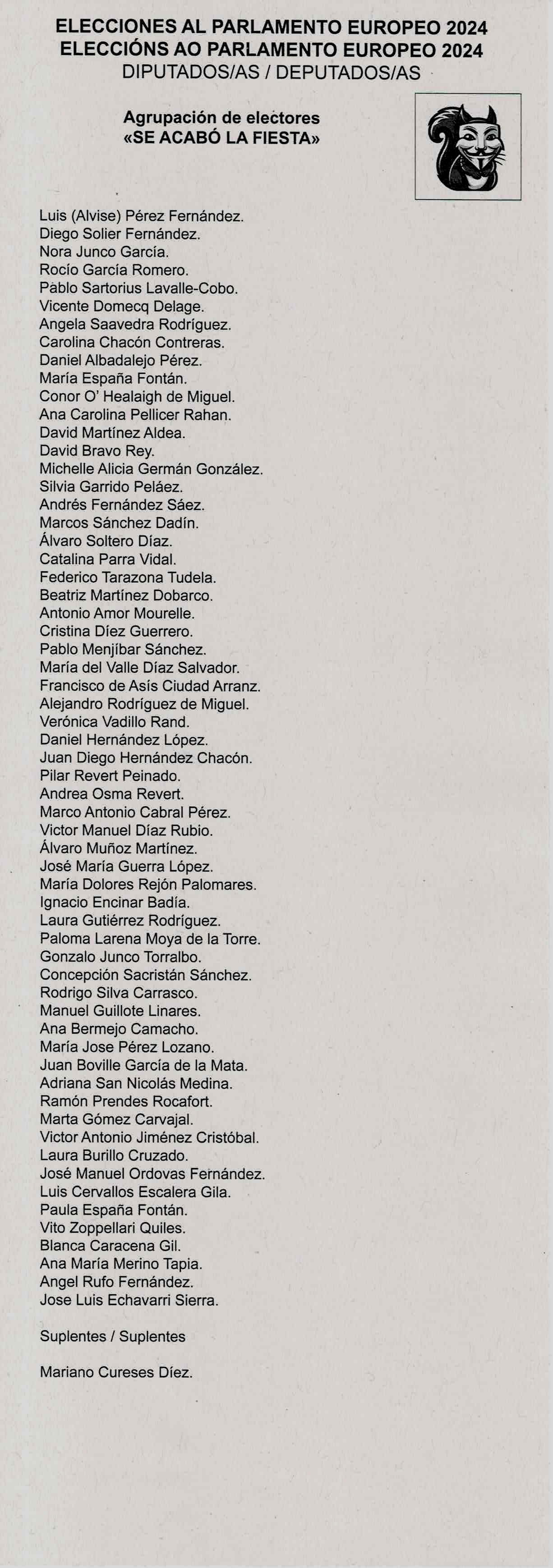
Manifesto elettorale di SALF

Il programma politico di SALF si basa sulla lotta contro la corruzione in Spagna, una priorità evidenziata nel suo programma elettorale, che può riassumersi nei seguenti punti: misure contro la corruzione, misure contro la partitocrazia, misure a favore della libertà d'espressione, protezione dell'infanzia e lotta contro la pederastia, e, finalmente, una riformulazione dello Stato.
Pérez ha dichiarato che spera che l'elezione a europarlamentare gli permetta di ottenere l'immunità giudiziaria per poter combattere meglio contro la corruzione senza il timore di ritorsioni da parte dei poteri dello Stato. Inoltre, Pérez ha promesso che avrebbe sorteggiato pubblicamente tra i cittadini "il 100% dello stipendio mensile da europarlamentare, se eletto".
Pérez ha difeso apertamente idee politiche che si inseriscono nel quadro del liberalismo e del liberismo da quando ha cominciato la sua militanza politica, e così ha fatto anche con SALF. Di fatto, in recenti interviste ai media, Pérez ha riassunto le sue idee nel motto "tanta libertà come sia possibile, tanto Stato come sia necessario". Ciononostante, vari osservatori politici e commentatori critici hanno definito il gruppo come di estrema destra. Pérez è conosciuto per le sue posizioni molto critiche nei confronti di quella che lui chiama la casta politica, che include il Partito Popolare così come Vox.

## Risultati elettorali
| Anno         | Voti    | %         | Seggi  |
| ------------ | ------- | --------- | ------ |
| Europee 2024 | 803 545 | 4,58 (6°) | 3 / 61 |